# روبين أروشا
روبين أروشا (بالإسبانية: Rubén Arocha) هو لاعب كرة قدم فنزويلي في مركز الوسط، ولد في 21 أبريل 1987 في كاراكاس في فنزويلا. شارك مع منتخب فنزويلا لكرة القدم. أما مع النوادي، فقد لعب مع ديبورتيفو تاشيرا وديبورتيفو لارا وريال مدريد ج وكلوب بروج ونادي بلاتانياس ونادي زامورا ونادي مارتيغ.

## وصلات خارجية
- روبين أروشا على موقع قاعدة بيانات كرة القدم.إي يو (الإنجليزية)
- روبين أروشا على موقع ناشيونال فوتبول تيمز (الإنجليزية)
- روبين أروشا على موقع Soccerway.com (الإنجليزية)